# Державна санітарно-епідемічна експертиза
Держа́вна санітарно-епідеміологічна експерти́за полягає у комплексному вивченні документів (проектів, технологічних регламентів, інвестиційних програм тощо), а також діючих об'єктів та пов'язаних з ними небезпечних факторів на відповідність вимогам санітарних норм.
Державна санітарно-епідеміологічна передбачає:
- визначення безпеки господарської та іншої діяльності, умов праці, навчання, виховання, побуту, що прямо чи побічно негативно впливають або можуть вплинути на здоров'я населення;
- встановлення відповідності об'єктів експертизи вимогам санітарних норм;
- оцінку повноти та обґрунтованості санітарних і протиепідемічних заходів;
- оцінку можливого негативного впливу небезпечних факторів, пов'язаних з діяльністю об'єктів експертизи, визначення ступеня створюваного ними ризику для здоров'я населення.

## Об'єкти державної санітарно-епідеміологічної експертизи
Державній санітарно-епідеміологічній експертизі підлягають:
- проекти міждержавних, національних, регіональних, місцевих і галузевих програм соціально-економічного розвитку;
- інвестиційні проекти і програми у випадках і порядку, встановлених законодавством;
- схеми, передпроектна документація, що стосується районного планування і забудови населених пунктів, курортів тощо;
- проектна документація на відведення земельних ділянок, техніко-економічні обґрунтування і розрахунки, проекти будівництва, розширення, реконструкції об'єктів будь-якого призначення;
- проекти нормативно-технічної, інструкційно-методичної документації, що стосується здоров'я та середовища життєдіяльності людини;
- продукція, напівфабрикати, речовини, матеріали та небезпечні фактори, використання, передача або збут яких може завдати шкоди здоров'ю людей;
- документація на розроблювані техніку, технології, устаткування, інструменти тощо;
- діючі об'єкти, у тому числі військового та оборонного призначення.

## Проведення державної санітарно-епідеміологічної експертизи
Державна санітарно-епідеміологічна експертиза проводиться експертними підрозділами закладів державної санітарно-епідеміологічної служби, а в особливо складних випадках — комісіями, що утворюються головним державним санітарним лікарем.
До проведення державної санітарно-епідеміологічної експертизи можуть залучатися за їх згодою фахівці наукових, проектно-конструкторських, інших установ та організацій незалежно від їх підпорядкування, представники громадськості, експерти міжнародних організацій.
Рішення про необхідність і періодичність проведення державної санітарно-епідеміологічної експертизи діючих об'єктів приймається відповідними посадовими особами державної санітарно-епідеміологічної служби.
Перелік установ, організацій, лабораторій, що можуть залучатися до проведення державної санітарно-епідеміологічної експертизи, встановлюється головним державним санітарним лікарем України.
Висновок щодо результатів державної санітарно-епідеміологічної експертизи затверджується відповідним головним державним санітарним лікарем.
Порядок проведення державної санітарно-епідеміологічної експертизи регулюється законодавством України.